# Anna Verwey
Anna Verschuure, ook bekend als Anna Pieternella  Verschuure, Anna Verweij of Anna Verwey-Verschuure (Rotterdam, 12 augustus 1935 - Rotterdam, 15 augustus 1980) was een pionier in de Nederlandse textielkunst. Ze exposeerde sinds 1958 onder de eenvoudige artiestennaam Anna.
Van 1955 tot 1957 studeerde Anna aan de Academie voor Beeldende Kunsten Rotterdam. Nadat ze stopte met haar studies, begon ze met allerlei materialen te experimenteren. Al snel ging ze de nadruk leggen op textiel, op een moment dat dit materiaal nog niet geaccepteerd was in de beeldende kunst en vooral in verband gebracht werd met toegepaste kunst. In de jaren 1960 maakte ze grote kleurrijke wandkleden. In de volgende tien jaar werd haar werk steeds meer conceptueel van aard en steeds gedetailleerder.
In 1978 werd Anna ernstig ziek. In de laatste jaren van haar leven was ze nog erg productief en haar werk stond vaak in het teken van gedaanteveranderingen.
Anna Verschuure was sinds 1969 getrouwd met kunstenaar Hans Verweij.
Het werk van Anna is opgenomen in een aantal Nederlandse museumcollecties, waaronder ruim 65 werken bij het Textielmuseum te Tilburg.
Solotentoonstellingen van haar werk vonden onder andere plaats in het Stedelijk Museum Amsterdam in 1979 en in het Gemeentemuseum Den Haag in 2007.

## Tentoonstellingen (selectie)
- 2009: Rebelle: Art & Feminism 1969-2009, Museum voor Moderne Kunst Arnhem, Arnhem[4]

- Bibliothèque nationale de France: cb11996215r (data)
- Biografisch Portaal: 49974018
- Gemeinsame Normdatei: 119406411
- International Standard Name Identifier: 0000 0000 6676 0732
- Library of Congress Control Number: n87128936
- RKD-Nederlands Instituut voor Kunstgeschiedenis: 80765
- Trove: 1083338
- Union List of Artist Names: 500098509
- Virtual International Authority File: 96152374
- WorldCat: E39PCjGkCqBg4wp6mgXmpyBxwy